# Stefan Bełdycki
Stefan Bełdycki (ur. 20 września 1917 w Brzuzu, zm. 12 września 2004 w Szczytnie) – polski rolnik i działacz ludowy, poseł na Sejm PRL VI kadencji.

## Życiorys
Syn Stanisława i Marianny. Uzyskał wykształcenie podstawowe. Podczas II wojny światowej wywieziono go na roboty przymusowe. W 1947 przystąpił do Stronnictwa Ludowego, a w 1949 wraz z nim do Zjednoczonego Stronnictwa Ludowego. Był prezesem koła, a także członkiem Komitetów ZSL: Gminnego, Powiatowego i Wojewódzkiego. W latach 1962–1966 pełnił funkcję przewodniczącego Gromadzkiej Rady Narodowej w Szczytnie, był też ławnikiem sądu powiatowego. Zasiadał w radach nadzorczych organizacji spółdzielczych na swoim terenie. W 1972 uzyskał mandat posła na Sejm PRL w okręgu Olsztyn. Był członkiem Komisji Leśnictwa i Przemysłu Drzewnego.

## Odznaczenia
- Brązowy Krzyż Zasługi (1955)[1]
- Odznaka 1000-lecia Państwa Polskiego